# Гадебуш, Фридрих Конрад
Фри́дрих Ко́нрад Гадебуш (нем. Friedrich Konrad Gadebusch; 29 января 1719, Альтефер, Рюген — 20 июня 1788, Дерпт, Ливония) — известный историк-исследователь Ливонии. Прадед историка, литературоведа, филолога Виктора Амандуса (Амадеуса) Гена; прапрадед доктора медицины, профессора Бернгарда Августовича Кёрбера.

## Биография
Родился 29 января 1719 год в семье пастора из Альтефера на острове Рюген в Померании (Пруссия). В возрасте 4-х лет был отдан в городскую школу в Штральзунде (на противоположном берегу Штрелазундского пролива), где учился до 1733 г. В 1734 г. Гадебуш поступил в академическую гимназию Гамбурга (преобразованной в 1919 г. в университет), в которой получил по существу университетское образование. Окончив гимназию, в 1738 г. Гадебуш продолжил образование в Грайфсвальдском университете, где изучал право и историю. По неизвестным причинам университет пришлось вскоре оставить и уже на следующий год Гадебуш поступил в Кёнигсбергский университет, где он с несколькими перерывами учился до 1748 г. Все годы учебы Гадебуш был вынужден зарабатывать себе на жизнь и образование частными уроками. С окончанием университета Гадебуш перебрался в Лифляндию (Россия), где недалеко от Дерпта, в имение Каарепере занял место домашнего наставника в семье лифляндского асессора земского суда Рейнгольда Иоганна фон Розенкампфа.
Через 2 года, в 1750 года Гадебуш занял место нотариуса в дерптском суде. Почти одновременно он стал и адвокатом дерптского земельного и городского суда. В 1754 г. Гадебуш уже нотариус в церковном председательстве, а через год ещё и адвокат городского управления. В 1765 г. Гадебуш ненадолго покинул Дерпт, приняв предложение стать секретарем земельного суда Аренсбурга, но в том же году отказался от должности. Возможно, такое решение было обусловлено мнением генерал-губернатора, графа Георга фон Броуна, который ещё в 1764 г. назначил Гадебуша секретарём комиссии для разрешения проблем и споров, возникших в городском управлении Дерпта. С 1766 по 1771 гг. Гадебуш являлся синдиком Дерпта. В этот же период (1767) в Москве, в составе созданной императрицей Екатериной II комиссии Гадебуш принял участие в работе по созданию нового свода законов, а в 1769 году он представлял Дерпт на лифляндском ландтаге в Риге. В 1771 году Гадебуш был избран бургомистром городского судебного управления. Наконец, в 1773 г. Гадебуш по высочайшему указу занял должность градоначальника Дерпта. Именно на его правление пришёлся страшный пожар 1775 года, когда огонь уничтожил большую часть города. В огне погибло и всё имущество самого градоначальника. Для восстановления Дерпта Екатерина II выделила сто тысяч рублей, которые были истрачены на новую Ратушу, первый в Эстонии каменный, подвесной мост через реку Эмайыги и многое другое. К концу своего правления Гадебушу удалось практически полностью восстановить город. Он вышел в отставку в 1783 г., при попытке установить в Эстляндии и Лифляндии наместнический порядок.
Через 5 лет, в возрасте 69 лет Гадебуш скончался в Дерпте, похоронен на старом городском кладбище Vana-Jaani (Вана-Яани).

## Научная деятельность
Уже в юные годы Гадебуш начал свой обширный труд, посвященный истории Германии. Этой работе он посвятил много лет своей жизни. Она приближалась уже к концу, когда в 1775 г. погибла во время дерптского пожара.
Основным исследованием Гадебуша является история Лифляндии в девяти томах «Livländische Jahrbücher» («Лифляндские ежегодники», Рига 1780-83). При написании этого фундаментального труда, охватывавшего период с 1030 по 1761 гг., автор опирался как на ранее изданные хроники, так и материалы протоколов дерптского городского управления начиная с 1583 г. До Гадебуша эта тема практически не разрабатывалась. Только по истории Дерпта он имел предшественника в лице Иоганна Якоба Замена. «Лифляндские ежегодники» написаны в форме собрания исторических памятников в хронологическом порядке и имеют огромное значение, как первая попытка дать критическую историю Ливонии во всей её совокупности. Несмотря на то, что со времени Гадебуша открыто много нового материала и что его метод исторической критики уже устарел, труд этот до сих пор необходим каждому, изучающему историю Ливонии.
Гадебуш оказался основоположником лифляндской историографии и библиографической литературы. Этому вопросу посвящены две его работы: «Abhandlung von livländischen Geschichtsschreibern» («Разбор лифляндских исторических авторов». Рига, 1772 г.) и «Livländische Bibliothek nach alphabetischer Ordnung» («Лифляндская библиотека в алфавитном порядке» в 3-х томах. Рига, 1777 г.).
С 1779 по 1785 Гадебуш издавал собственный журнал «Versuche in der livländischen Geschichtskunde und Rechtsgelehrsamkeit» («Опыты по истории и праву Лифляндии»), всего вышло девять небольших номеров. Кроме самого Гадебуша, печатавшего там свои исторические статьи, в журнале публиковались и другие авторы. Среди них особо выделялись обзоры по истории Риги рижского бургомистра Иоганна Кристофа Шварца, где он пытался защитить права города от наместнических реформ.
Гадебуш публиковал статьи по историческим и филологическим темам в журнале Готлиба Шлегеля «Vermischte Aufsätze und Urtheile über gelehrte Werke ans Licht gestellet von unterschiedlichen Verfassern in und um Liefland» (1778 и 1780 гг.) и в приложении к рижской газете объявлений «Gelehrte Beyträge zu den Rigischen Anzeigen» в 1763—1766 гг.
Помимо всего, Гадебуш издал биографическое сочинение «Versuch einer Lebensbeschreibung des Grafen Wilhelms von Fermor» (Ревель, 1773) и «An den Herrn Notar, Gottlob Siegmund Brasch, ein Glückwunsch, bey seiner Vermählung. Wobey insonderheit von Martin Braschen, und hiernächst, von andern berühmten Männern, dieses Namens gehandelt wird von F. K. G[adebusch]. Reval, gedruckt mit Lindforschen Schriften» (Ревель, 1778).
После Гадебуша остался богатый архив рукописей, который оказался рассредоточенным по разным архивам Эстонскии и Латвии. Среди них важнейшей работой является свод материалов по истории лифляднского дворянства «Geschichte des Livländischen Adels», 14 томов которого находятся в Латвийском Государственном историческом Архиве. Большую культурологическую ценность имеет составленное Гадебушем по алфавитному порядку собрание писем «Briefe gelehrter Männer an Friedrich Conrad Gadebusch» в 5-ти томах, которое содержит письма от 250 авторов из Прибалтики, России, Германии и Швеции за период с 1751 по 1783 гг.
Личная библиотека Фридриха Конрада Гадебуша составляла 2600 книг и рукописей. Каталог библиотеки опубликовал зять Гадебуша — Иоганн Мартин Ген («Verzeichniss der Bücher und Münzen des Justizbürgermeisters der Kaiserlichen Stadt Dorpat, Herrn Friedrich Konrad Gadebusch», Dorpat, 1789).

## Семья
жена: Мария ур. Руссель (Marie Roussel);
приемная дочь (после смерти старшего брата Лоренца): Луиза Доротея Ген (Luise Dorothea Hehn 1746—1806) — жена пастора из Отепя Иоганна Мартина Гена (1743—1793).